# Ranomena
Ranomena is een plaats en commune in het zuiden van Madagaskar, behorend tot het district Vangaindrano, dat gelegen is in de regio Atsimo-Atsinanana. Tijdens een volkstelling in 2001 telde de plaats 19.415 inwoners.
De plaats biedt naast lager onderwijs ook middelbaar onderwijs aan. 96 % van de bevolking werkt als landbouwer, 2 % houdt zich bezig met veeteelt en 1 % verdient zijn brood als visser. De belangrijkste landbouwproducten zijn maniok en rijst; ander belangrijk product is koffie. Verder is 1 % actief in de dienstensector.
- Library of Congress Control Number: no2003121218
- Nationale Bibliotheek van Israël: 987007496627605171
- Virtual International Authority File: 159791910